# 夜车 (电影)
《夜车》是编导刁亦男的第二部故事片。和其上一电影《制服》相似，《夜车》发生在刁亦男的家乡陕西省，拍摄于宝鸡及其周边。
《夜车》作为一种注目單元竞赛在第60屆坎城影展上首映，是仅有的竞争奖项的两部亚洲电影之一（另一部是李杨的《盲山》）。该片由刁亦男基地设在北京的后海电影制作有限公司发行，并得到法（南方基金）、美（DViant Films）公司的投资。

## 情节
该片故事情节为：一位担任监狱看守，在女囚的处决过程中提供帮助的年轻女人吴红燕（刘丹 饰），孤独，丧偶，于是乘夜车去邻城参加约会服务。
在一系列不成功的约会后，她遇到了李军（奇道 饰），发展出关系。不久便明朗了，其实李军隐瞒了一个秘密：他是吴红燕处决的罪犯之一的鳏夫。李军既被吴红燕吸引，又渴望寻求一种复仇，因而纠结。同时，吴红燕也必须在这段不稳定的新感情中考虑自身的安全。

## 演员
- 刘丹饰吴红燕，寡妇，为死刑工作
- 奇道饰李军，吴红燕处决的一名犯人的丈夫，和吴红燕开始一段不稳定的性关系
- 徐维饰李鱼龙，吴红燕的第一个约会对象
- 吴玉喜饰赵伟，吴红燕的第二个约会对象
- 王朕佳饰小红，吴红燕的女友
- 孟海燕饰张玲玲，一名新囚犯

## 反响

### 奖项和提名
- 2007年华沙国际电影节
  - 雀巢大奖[3]
- 2008年布宜诺斯艾利斯国际独立电影节
  - 最佳女演员 — 刘丹[4]
  - 评委会特别奖[4]